# Ivan Buljubašić
Ivan Buljubašić (Makarska, 31. listopada 1987.), hrvatski vaterpolist, igrač Primorja i hrvatske reprezentacije. Prije je igrao za Mladost. Visok je 198 cm i ima masu 108 kg. S reprezentacijom bio je europski prvak 2010. i olimpijski pobjednik 2012.